# Cistus ladanifer
Il cisto ladanifero (Cistus ladanifer L., 1753) è una pianta appartenente alla famiglia delle Cistaceae.

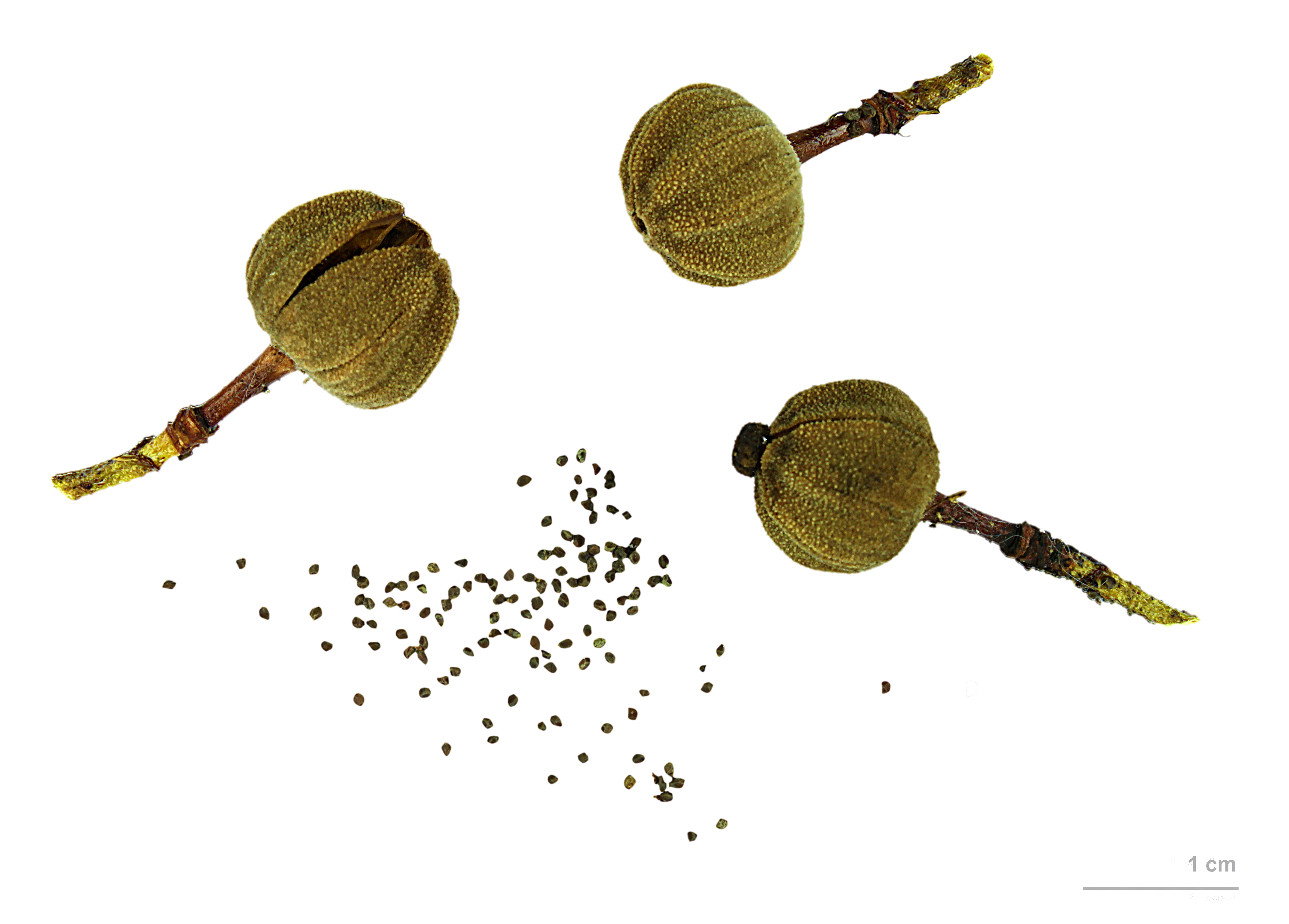
Capsule di Cistus ladanifer

È un arbusto floreale da cui si ricava una resina profumata, il labdano.

## Distribuzione e habitat
L'areale di questa specie è circoscritto alla parte occidentale del bacino del Mediterraneo (Portogallo, Spagna, Francia, Marocco e Algeria).